# Elsa Daubert
Elsa Daubert, verheiratete Reuß (* 9. November 1894 in Braunschweig; † 21. Oktober 1972 in Bad Harzburg) war eine deutsche Malerin.
Foto von Elsa Daubert (links) mit Galka Scheyer (rechts)
Fotograf: unbekannt

Link zum Foto

(Bitte Urheberrechte beachten)

## Leben und Werk
Galka Scheyer im Braunschweiger Garten
Gemälde von Elsa Daubert
(um 1909)
Fotograf: unbekannt

Link zum Foto

(Bitte Urheberrechte beachten)
Elsa Daubert war die Tochter des Braunschweiger Konservenfabrikanten Wilhelm Daubert († 1916). Ihr Großvater väterlicherseits war Philipp Wilhelm Daubert, ebenfalls Konservenfabrikant.
Nach dem Besuch der Höheren Mädchenschule in Braunschweig und einer erfolgreichen Haushaltslehre ging sie zum Studium an die Akademie der Bildenden Künste München, wo sie sich von den Arbeiten des Pointillisten und Neoimpressionisten Charles Johann Palmié inspirieren ließ. Zu ihrem dortigen Bekanntenkreis gehörten weitere Künstlerinnen aus Braunschweig, so Galka Scheyer und Käthe Evers. Alle drei waren Schülerinnen des ebenfalls aus Braunschweig stammenden Künstlers Gustav Lehmann, der zugleich der Bruder von Dauberts Konfirmationspastor war und den sie so kennen gelernt hatte.
Dauberts Arbeiten zeigen u. a. Szenen aus Braunschweig, Landschaften aus Italien sowie Porträts im pointilistischen Stil. 1919 heiratete sie den Hauptmann Ernst Reuß; dadurch endete ihre künstlerische Schaffensphase. Einige von Dauberts Werken befinden sich heute im Städtischen Museum Braunschweig.